# ムサ・ジャリール
ムサ・ジャリール（ロシア語: Муса Джалиль, ラテン文字転写: Musa Cälil, 1906年2月15日 - 1944年8月25日）は、ソビエト連邦の詩人。

## 生涯
モスクワ大学卒。
1943年、独ソ戦中、ナチス・ドイツに対する抵抗運動を指揮し、戦闘中に重傷を負って捕虜となり、ベルリンのモアビト強制収容所に収容され、翌1944年、処刑された。

## 詩作
在獄中に看守の目を盗んで多数の詩を残し、戦後、同房者のベルギー人によって彼の詩はソビエト連邦に送られ、詩集「モアビトの手帳」として公刊されて1957年、レーニン賞を受賞した。

## 作品
- 同志に 1929年
- 郵便配達夫 1940年